# 白乙化
白乙化（1911年6月11日—1941年2月4日），字野鹤，学名荣鸥，外号小白龙、白大胡子。辽宁辽阳人，满族，抗日烈士。曾任八路军晋察冀军区第十团团长、平北军分区副司令员。

## 生平

### 早年经历
1911年6月11日，白乙化出生于奉天省辽阳州石场峪村一个农民家庭，其父白魁福，字锡五，曾任黑龙江省富锦县税捐局局长，九一八事变前，因时局动荡辞官回到辽阳务农。母亲张氏为本地农村妇女。1917年，白乙化入本村小学读书，1924年在亲友资助下，白乙化进入辽阳民立中学读书。中学读书期间，白曾组织带领同学进行“不买洋货，要买国货”的宣传活动。1928年中学毕业后，考入在沈阳的东北军教导团，不久升入东北陆军讲武堂步兵本科。1929年，白乙化离开讲武堂，到北平入弘达中学补习，1929年秋考入北平中國大學政治系预科。1930年秋，白乙化加入中国共产党。

### 参加抗日活动
1931年，九一八事变爆发，白乙化按照中共的指示，返回家乡，以教书为名，联络、发动武装抗日斗争。1932年5月，白乙化带队袭击辽阳警察局，夺走10支步枪，组织起“抗日义勇军”，报号“平东洋”，任司令。率领这支队伍转战辽阳、新民、沟帮子、凌源等地，队伍迅速扩展到3000余人。1933年春，由于粮弹不继，队伍被迫退入关内，被国民革命军强行缴械遣散。白乙化重返中国大学学习。1935年7月，白乙化大学毕业，获学士学位，留在学校文书股任职。一二九运动中，组织同学集会、游行，被捕入狱。被营救出狱之后，白乙化奉中共的指示，以东北流亡学生的身份，于1936年夏率数百名东北流亡学生前往东北义勇军绥西垦区(绥远省后套和硕公中垦区)工作，任中共绥西特委委员、垦区工委书记、垦区特委书记等职。
1937年“七七事变”爆发后，中共中央北方局在太原重建了中共绥远省工委（不久改称绥西工委），李衡任书记，王德、郑林、白乙化分别担任组织、宜传、军事部长。1937年10月，在日军占领归绥、包头的形势下，以白乙化为书记的中共垦区工委决定领导垦民暴动，组织抗日武装。1937年10月19日，垦区工委组织20多名共产党员，在王志成等带领下，袭击了垦区办事处警卫股，缴获了一批枪支弹药，暴动取得了胜利。10月20日，暴动队伍开到五原。后又按中共绥西工委指示，返回垦区训练。为了保存这支革命力量，并争取由绥包退到河套的马占山东北挺进军共同抗日，垦区工委书记白乙化通过马占山挺进军中的地下党员，将暴动部队编入东北挺进军。1937年11月，由东北垦区暴动队伍组建的“东北挺进军抗日民族先锋队”正式成立，白乙化任总队长兼党总支书记，王德任参谋长。1937年11月底，抗日民族先锋队南渡黄河，于1939年1月到达山西河曲并与马占山部脱离关系，编入八路军一二O师359旅。1938年秋，参加了对日军雁北地区“扫荡”的反击战斗。1939年4月，白乙化率抗日民族先锋队由山西开进平西抗日根据地，编入冀热察挺进军，后与冀东抗日联军合编为华北人民抗日联军，董毓华任司令员，白乙化任副司令员。不久，董毓华病逝，白乙化独自单起了领导责任。其间，他指挥了沿河城战斗，击溃进犯根据地的日军大岛大队，毙伤奥村中队长等130余人。

### 八路军时期
1939年初，八路军三五九旅旅长王震给冀热察抗日根据地负责人萧克的信中称赞说：“我这里有200多名平津流亡青年学生……有不少是共产党员。他们年轻，有文化知识，领会党的政策快，会做群众工作，为首的叫白乙化，曾在东北讲武堂学过军事。”萧克则回复：“欢迎白乙化率‘抗日先锋队’来平西!”
1939年底，白乙化所部改编为八路军晋察冀军区步兵第十团，白乙化任团长。十团是八路军中少有的知识分子团，主要领导都是参加过“一二·九”运动的大学生党员。1940年春，白乙化奉命率步兵第十团开辟平北抗日根据地，创建丰(宁)滦(平)密(云)抗日根据地。白乙化带领指战员一路拼杀，穿过平绥路，在昌平县沙塘沟伏击日军，歼敌300余人。1940年5月28日，队伍抵达密云县，将横跨长城内外的云蒙山区定为根据地中心区。白乙化分兵出击，亲率第一营北出长城，连克五道营子、小白旗、司营子、虎什哈等日军据点后，又在丰宁境内全歼皇协军一个营。“百团大战”打响以后，率部出击平古铁路，焚毁火车站，炸毁陈各庄铁路大桥和潮河大木桥，历经56次大小战斗，共毙伤俘400余人，缴获了大批军用物资。1940年9月23日，日军调集4000余兵力，对丰滦密地区进行了78天的“扫荡”。白乙化制定了“敌进我进，到外线去打击日军，开辟新地区”的反“扫荡”方针。当日军将要结束“扫荡”时，转到外线的部队返回内线，于冯家峪南弯子设伏，给撤退的日军哲田中队予以打击。
1941年2月初，白乙化被任命为平北军分区副司令员。2月4日赴任前夕，他在密云县（也有说法为滦平县）与日军道田讨伐队的战斗中头部中弹去世。

## 评价
白乙化去世后，八路军冀热察挺进军发表的《告全军同志书》指出：“他的牺牲不但是八路军挺进军的损失，而且是中国共产党和中华民族的一个很大损失！损失了一个有着丰富军事经验的优秀指挥员，损失了一个有着长期斗争历史的坚强的党的干部，损失了一个曾为中华民族独立而不屈不挠、艰苦奋斗的中华民族英雄，损失了一个曾为阶级解放而再接再厉、英勇牺牲的无产阶级先锋。”

## 家庭
白乙化的父亲白魁福，字锡五。早年在辽阳县书局、劝学所任职，后任黑龙江省富锦县税捐局局长，九一八事变前辞官回乡务农，母亲张氏，于1917年因病去世，不久白魁福续娶曹氏。白乙化的妹妹白重，生于1914年，1957年于辽宁辽阳去世。白乙化的妻子为邹广娟，两人于1930年11月29日结婚。

## 逸事
1935年《何梅协定》、《秦土协定》签订后，为避免刺激日本，国民政府开始抑制抗日宣传与运动，白乙化等人遂组织“东北问题研究会”，创办《抗×救口》壁报，称“人家是不允许抗日的，可允许抗×吗？”以此讽刺和对抗国民政府的政策，在学生中引起很大反响。
白乙化身高在一米九以上，脸上留着又黑又浓的络腮胡须，因乳名“小龙”，因而报号“小白龙”。 由于平易近人，与战士亲如手足，被己方称为“白大胡子”、“白大个子”。

## 纪念
白乙化的遗体被就地安葬在密林中。第十团和丰滦密联合县在石城乡举行了追悼大会。1944年5月，丰滦密联合县和冀北第五地区队为白乙化建立了纪念碑；为了避免被日军破坏，当地居民用油布将纪念碑包起来藏在地下，直到中华人民共和国成立后才挖出来。该纪念碑现存于首都博物馆。1984年，北京市密云县人民政府重建了白乙化烈士纪念碑，并新建白乙化烈士陵园，由萧克手书碑文：“血沃幽燕，名垂千古”，2006年7月1日在密云县石城乡河北村建成白乙化烈士纪念馆。